# Mustaa kultaa
Mustaa kultaa è l'album di debutto del duo rap finlandese JVG (al tempo Jare & VilleGalle), pubblicato dalla Monsp Records il 27 aprile 2011. L'album entrò nella classifica degli album più venduti in Finlandia nella 18ª settimana, raggiungendo la prima posizione.
Il 20 gennaio 2012 l'album ha vinto agli Emma gaala tenutisi alla Barona Areena di Espoo come Album hip hop dell'anno e ha anche vinto un disco d'oro nel 2012 per aver venduto oltre 10 000 copie.

## Tracce
1. Intro – 2:38
2. Kasarin lapsi (feat. Timo Pieni Huijaus) – 3:53
3. Häissä (feat. Märkä-Simo) – 3:08
4. Raiders (feat. Ruudolf e Karri Koira) – 5:25
5. Faija (feat. Nopsajalka) – 4:14
6. Edustusvaimo – 2:51
7. Holidai (feat. Juno) – 4:29
8. Konkeli – 3:10
9. Hyvä häviäjä (feat. Pyhimys) – 3:46
10. Nelisilmä (feat. Heikki Kuula) – 3:36
11. Epoo (feat. Heikki Kuula) – 4:57
12. Iha finaalis – 4:16
13. Koutsi hoitaa – traccia bonus

## Ospiti
- Janne K: tracce 1, 4, 7 e 9
- TK & Janne K: traccia 2
- Sakke: traccia 3
- TK: tracce 5 e 6
- INK: traccia 8
- DJPP & Vakiosäätäjä: traccia 10
- Coach Beats: traccia 11
- Nopsajalka & DJ Svengali: traccia 12

## Classifica
| Classifica | Massima posizione |
| ---------- | ----------------- |
| Finlandia  | 1                 |